# Slon
Slonovi su velike životinje iz familije Elephantidae iz reda Proboscidea. Tri vrste su trenutno priznate: afrički slon (Loxodonta africana), afrički šumski slon (L. cyclotis), i azijski slon (Elephas maximus). Stanište slonova se prostire širom podsaharijske Afrike, južne Azije, i jugoistočne Azije. Elephantidae je jedina postojeća familija reda Proboscidea; drugi, sada izumrli, članovi reda su , gomfoteri, mamuti, i mastodoni.
Svi slonovi imanju nekoliko prepoznatljivih svojstava, najzapaženije od kojih je dugačka surla (isto tako poznata kao proboscis), koja se koristi za mnoštvo namena, a posebno disanje, podizanje vode, i hvatanje objekata. Njihovi sekutići prerastaju u kljove, koje mogu da služe kao oružje, i kao oruđe za pokretanje objekata i kopanje. Lepršanje slonovskih velikih ušiju pomaže u kontroli njihove telesne temperature. Njihove noge koje nalikuju na stubove mogu da nose njihovu veliku težinu. Afrički slonovi imaju duže uši i konkavna leđa, dok azijski slonovi imaju manje uši i konveksna ili ravna leđa.
Slonovi su biljojedi i prisutni su u različitim staništima uključujući savane, šume, pustinje, i močvare. Oni preferiraju da obitavaju u blizini vode. Oni se smatraju ključnom vrstom usled njihovog velikog impakta na njihovo životno okruženje. Druge životinje teže da se drže na rastojanju od slonova, dok predatori, kao što su lavovi, tigrovi, hijene, i razne vrste divljih pasa, obično napadaju samo mlade slonove (ili „telad”). Slonovi imaju fisiono-fuzione zajednice u kojima se više porodičnih grupa udružuje radi druženja. Ženke („krave”) uglavnom žive u porodičnim grupama, koje se mogu sastojati od samo jedne ženke sa njenim mladuncima ili nekoliko srodničkih ženki sa njihovim potomstvom. Grupe predvode individue poznate kao matrijarsi, što je obično najstarija slonica.
Afrički slonovi su stavljeni na spisak ranjivih vrsta od strane Međunarodne unije za očuvanje prirode (IUCN), dok je azijski slon klasifikovan kao ugrožena vrsta. Među najvećim pretnjama za populaciju slonova u svetu smatra se trgovina slonovačom, jer se životinje nezakonito love zbog njihovih kljova. Druge pretnje po opstanak divljih slonova je nestanak njihovog prirodnog okruženja. Slonovi se u Aziji koriste kao radne životinje. U prošlosti koristili su se i u ratovima; danas se često drže u zoološkim vrtovima i cirkusima. Slonovi su čest motiv u umetnosti, narodnim običajima, religiji, literaturi i, uopšteno, u popularnoj kulturi.

## Etimologija
Engleska reč „elephant” je bazirana na latinskoj reči elephas (genitiv elephantis), koja je latinizovana forma grčke reči ἐλέφας (elephas) (genitiv ἐλέφαντος (elephantos)), verovatno od neindoevropskog jezika, verovatno feničanskog. To je potvrđeno u mikenskom jeziku kao e-re-pa (genitiv e-re-pa-to) u Linear B slogovnom pismu. Kao i u mikenskom grčkom, Homer je koristio grčku reč sa značenjem slonovača, ali je nakon vremena Herodotusa isto tako korištena reč životinja. Reč „elephant” se javlja u srednjeengleskom kao olyfaunt (oko 1300) i bila je pozajmica bazirana na starofrancuskoj reči oliphant (12. vek). Loxodonta, generičko ime za afričke slonove, grčki je naziv za „nakrivljeni zub”.

## Taksonomija

### Klasifikacija, vrste i podvrste
|  |                                     |
|  |                                     |
|  | \| \| \| \| \| \| \| \| \| \| \| \| |
|  |                                     |
|  |                                     |
|  |                                     |
|  |                                     |
|  |                                     |

|  |  |
|  |  |
|  |  |
|  |  |

|  |                                     |
|  |                                     |
|  | \| \| \| \| \| \| \| \| \| \| \| \| |
|  |                                     |
|  |                                     |
|  |                                     |
|  |                                     |
|  |                                     |

|  |  |
|  |  |
|  |  |
|  |  |

|  |                                     |
|  |                                     |
|  | \| \| \| \| \| \| \| \| \| \| \| \| |
|  |                                     |
|  |                                     |
|  |                                     |
|  |                                     |
|  |                                     |

|  |  |
|  |  |
|  |  |
|  |  |

|  |                                     |
|  |                                     |
|  | \| \| \| \| \| \| \| \| \| \| \| \| |
|  |                                     |
|  |                                     |
|  |                                     |
|  |                                     |
|  |                                     |

|  |  |
|  |  |
|  |  |
|  |  |

|  |                                     |
|  |                                     |
|  | \| \| \| \| \| \| \| \| \| \| \| \| |
|  |                                     |
|  |                                     |
|  |                                     |
|  |                                     |
|  |                                     |

|  |  |
|  |  |
|  |  |
|  |  |

|  |                                     |
|  |                                     |
|  | \| \| \| \| \| \| \| \| \| \| \| \| |
|  |                                     |
|  |                                     |
|  |                                     |
|  |                                     |
|  |                                     |

|  |  |
|  |  |
|  |  |
|  |  |

|  |                                     |
|  |                                     |
|  | \| \| \| \| \| \| \| \| \| \| \| \| |
|  |                                     |
|  |                                     |
|  |                                     |
|  |                                     |
|  |                                     |

|  |  |
|  |  |
|  |  |
|  |  |

|  |                                     |
|  |                                     |
|  | \| \| \| \| \| \| \| \| \| \| \| \| |
|  |                                     |
|  |                                     |
|  |                                     |
|  |                                     |
|  |                                     |

|  |  |
|  |  |
|  |  |
|  |  |

|  |                                     |
|  |                                     |
|  | \| \| \| \| \| \| \| \| \| \| \| \| |
|  |                                     |
|  |                                     |
|  |                                     |
|  |                                     |
|  |                                     |

|  |  |
|  |  |
|  |  |
|  |  |

|  |                                     |
|  |                                     |
|  | \| \| \| \| \| \| \| \| \| \| \| \| |
|  |                                     |
|  |                                     |
|  |                                     |
|  |                                     |
|  |                                     |

|  |  |
|  |  |
|  |  |
|  |  |

|  |                                     |
|  |                                     |
|  | \| \| \| \| \| \| \| \| \| \| \| \| |
|  |                                     |
|  |                                     |
|  |                                     |
|  |                                     |
|  |                                     |

|  |  |
|  |  |
|  |  |
|  |  |

|  |                                     |
|  |                                     |
|  | \| \| \| \| \| \| \| \| \| \| \| \| |
|  |                                     |
|  |                                     |
|  |                                     |
|  |                                     |
|  |                                     |

|  |  |
|  |  |
|  |  |
|  |  |

|  |                                     |
|  |                                     |
|  | \| \| \| \| \| \| \| \| \| \| \| \| |
|  |                                     |
|  |                                     |
|  |                                     |
|  |                                     |
|  |                                     |

|  |  |
|  |  |
|  |  |
|  |  |

|  |                                     |
|  |                                     |
|  | \| \| \| \| \| \| \| \| \| \| \| \| |
|  |                                     |
|  |                                     |
|  |                                     |
|  |                                     |
|  |                                     |

|  |  |
|  |  |
|  |  |
|  |  |

|  |                                     |
|  |                                     |
|  | \| \| \| \| \| \| \| \| \| \| \| \| |
|  |                                     |
|  |                                     |
|  |                                     |
|  |                                     |
|  |                                     |

|  |  |
|  |  |
|  |  |
|  |  |

|  |                                     |
|  |                                     |
|  | \| \| \| \| \| \| \| \| \| \| \| \| |
|  |                                     |
|  |                                     |
|  |                                     |
|  |                                     |
|  |                                     |

|  |  |
|  |  |
|  |  |
|  |  |

Slonovi pripadaju familiji Elephantidae, jedinoj preostaloj familiji reda Proboscidea koji pripada nadredu Afrotheria. Njihovi najbliži postojeći srodnici su morske krave (dugonzi i lamantini) i damani, sa kojima oni dele kladu Paenungulata unutar nadreda Afrotheria. Slonovi i morske krave su dalje grupisani u kladu Tethytheria. Postoje tri vrste slonova; afrički slon i šumski slon (Loxodonta cyclotis) iz podsaharske Afrika, i azijski slon (Elephas maximus) iz južne i jugoistočne Azije. Afrički slonovi imaju veće uši, konkavna leđa, naboraniju kožu, nagnut abdomen, i dva produžetka slična prstima na vrhu surle. Azijski slonovi imaju manje uši, konveksna ili ravna leđa, glađu kožu, horizontalni abdomen koji je ponekad ugnut na sredini i jedan produžetak na vrhu surle. Nabori sekutića su uski kod azijskog slona, dok kod afričkog oni imaju oblik dijamanta. Azijski slon isto tako ima dorzalne kvrge na glavi i često više depigmentacionih mrlja na koži.
Švedski zoolog Karl fon Line je prvi opisao rod Elephas i jednog slona sa Šri Lanke (tada poznat kao Cejlon) pod binomnim nazivom Elephas maximus 1758. godine. Godine 1798, Žorž Kivje je klasifikovao indijskog slona pod binomskim nazivom . Holandski zoolog Konrad Jakob Temink je opisao sumatranskog slona 1847. godine pod binomnim nazivom . Engleski zoolog Frederik Nater Čejsen je klasifikovao sva tri kao podvrste azijskog slona 1940. godine. Azijski slonovi geografski variraju po njihovoj boji i stepenu depigmentacije. Šrilanški slon (Elephas maximus maximus) naseljava Šri Lanku. Postojbina indijskog slona (E.&nbsp;m.&nbsp;indicus) je kopnena Azija (Indijski potkontinent i Indokina), a sumatranski slon (E.&nbsp;m.&nbsp;sumatranus) je prisutan na Sumatri. Jedna sporna podvrsta, Bornejski slon, živi u severnom Borneu i manja je od sve tri druge podvrste. Ona ima veće uši, duži rep, i praviju surlu od tipičnog slona. Šrilankanski zoolog Pols Edvard Pjeriz Deranijagala ju je opisao 1950. godine pod trinomskim nazivom Elephas maximus borneensis, koristeći za opis tipa ilustraciju u časopisu Nacionalna Geografija. Ona je naknadno podvedena pod naziv E.&nbsp;m.&nbsp;indicus ili E.&nbsp;m.&nbsp;sumatranus. Rezultati genetičke analize iz 2003. godine indiciaju da su njeni preci razdvojeni od kopnene populacije pre oko 300.000 godina. Jedna studija iz 2008. godine je utvrdila da bornejski slonovi nisu poreklom sa ostrva nego da su doneti tamo pre 1521. pod nadleštvom Sulskih sultana sa Jave, gde su slonovi izumrli u današnje vreme.
Afričkog slona je prvi imenovao nemački prirodnjak Johan Fridrih Blumenbah 1797. godine kao Elephas africanus. Rod Loxodonta je imenovao Frederik Kivje 1825. godine. Kivje je spelovao naziv sa Loxodonte, ali je 1827. jedan anonimni autor romanizovao spelovanje u Loxodonta; Međunarodni kodeks zoološke nomenklature prepoznaje to kao formalni autoritet. Godine 1942, 18 podvrsta afričkog slona je bilo definisano u radu Henrija Ferfilda Ozborna, ali su dodatni morfološki podaci doveli do redukcije broja klasifikovanih podvrsta, i do 1990-tih, samo dve se priznaju, savanski ili grmski slon i šumski slon, kojeg je nazvao nemački zoolog Paul Mači 1900. godine. Šumski slonovi su manji, imaju okruglije uši i tanje i pravije surle od savanskih slonova, i ograničeni su po rasponu na šumske oblasti zapadne i centralne Afrike. U jednoj studiji iz 2000. godine su izneti argumenti koji podržavaju elevaciju ove dve forme u dve zasebne vrste (L.&nbsp;africana i L.&nbsp;cyclotis respektivno) na osnovu razlika u morfologiji lobanje. DNK studije objavljene 2001. i 2007. isto tako sugerišu da se radi o različitim vrstama dok je u studijama iz 2002. i 2005. izveden zaključak da je to ista vrsta. Dalja istraživanja (2010, 2011, 2015) su podržala gledište po kome su afrički savanski i šumski slon zasebne vrste. Smatra se da su se ove dve vrste razdvojile pre 6 miliona godina, i da su bile kompletno genetički izolovane tokom zadnjih 500.000 godina. Godine 2017, analiza DNK sekvence je pokazala da je L. cyclotis srodniji sa izumrlim Palaeoloxodon antiquus, nego sa L. africana, što donekle potkopava rod Loxodonta kao celinu. Neki dokazi upućuju na to da su slonovi zapadne Afrike zasebna vrsta, iako je to osporeno. Pigmejski slonovi iz sliva Konga, za koje se smatralo da su zasebna vrsta (Loxodonta pumilio) su verovatno šumski slonovi čija su mala veličina i/ili rana zrelost posledica faktora životne sredine.

## Preci i srodnici slonova
Prvi slonovi nastali su u Eocenskom periodu u Africi. Neki od njihovih predaka su meriterijum, fiomija, palaeomastodon, prodeinoterijum, platibelodon, gomfoterijum, stegotetrabelodon, deinoterijum i drugi. Jedini srodnik slonova koji je izumro pre 4000 godina pre nove ere je runasti mamut.

## Ponašanje i socijalizacija
Slonovi imaju posebno sastavljeno društvo gde se brojne porodične grupe sastaju i socijalizuju.
Ženke slona (krave) žive obično u porodičnim grupama sastavljenim iz jedne ženke sa mladuncima i nekoliko rodbinski povezanih ženki i njihovih mladunaca. Grupe predvodi takođe ženska jedinka, obično najstarija ženka.
Mužjaci (bikovi) napuštaju svoju porodičnu grupu kada dostignu pubertet, a obično žive sami ili sa drugim mužjacima. Odrasli mužjaci obično dolaze u grupu kada traže partnerku i ulaze u period povišenog nivoa testosterona kada su mnogo agresivniji pre parenja. To im pomaže da postignu dominaciju što uvećava šanse za reprodukciju u odnosu na suparničke mužjake.
Mladunci su u središtu interesovanja u svojoj porodičnoj grupi i oslanjaju se na svoje majke do treće godine života.
Slonovi komuniciraju dodirivanjem, pogledom, mirisom i zvukovima, koriste infrazvuk i seizmičku komunikaciju na duge udaljenosti. Inteligencija slonova se može upoređivati sa primatima. Smatra se da slonovi imaju samospoznaju te pokazuju empatiju za umiruće ili umrle jedinke svoje vrste.

## Literatura
- Cuvier, Georges (1798). Tableau Élémentaire de L'histoire Naturelle des Animaux. Baudouin, Imprimeur du Corps législatif et de l'Institut national, place du Carrousel, N°. 662. стр. 148.
- Linnaeus, Carl (1758). Systema Naturae per Regna Tria Naturae, Secundum Classes, Ordines, Genera, Species, cum Characteribus, Differentiis, Synonymis, Locis. v.1 (10th изд.). Holmiae : Impensis Direct. Laurentii Salvii. стр. 33.
- Shoshani, J. (2005). „Order Proboscidea”.  Ур.: Wilson, D. E.; Reeder, D. M. Mammal Species of the World: A Taxonomic and Geographic Reference, Volume 1 (3rd изд.). Johns Hopkins University Press. стр. 90—91. ISBN 978-0-8018-8221-0. OCLC 62265494.
- Kalb, J. E.; Mebrate, A. (1993). Fossil Elephantoids from the Hominid-Bearing Awash Group, Middle Awash Valley, Afar Depression, Ethiopia. The American Philosophical Society. стр. 52-59. ISBN 978-0-87169-831-5.
- Shoshani, J., ур. (2000). Elephants: Majestic Creatures of the Wild. Checkmark Books. ISBN 978-0-87596-143-9. OCLC 475147472.

--- Shoshani, J.; Shoshani, S. L. What is an Elephant?. стр. 14—15.
--- Shoshani, J. Comparing the Living Elephants. стр. 36—51.
--- Shoshani, J. Anatomy and Physiology. стр. 66—80.
--- Easa, P. S. Musth in Asian Elephants. стр. 85—86.
--- Moss, C. Elephant Calves: The Story of Two Sexes. стр. 106—13.
--- Payne, K. B.; Langauer, W. B. Elephant Communication. стр. 116—23.
--- Eltringham, S. K. Ecology and Behavior. стр. 124—27.
--- Wylie, K. C. Elephants as War Machines. стр. 146—48.
--- McNeely, J. A. Elephants as Beasts of Burden. стр. 149—50.
--- Smith, K. H. The Elephant Domestication Centre of Africa. стр. 152—54.
--- McNeely, J. A. Elephants in Folklore, Religion and Art. стр. 158—65.
--- Shoshani, S. L. Famous Elephants. стр. 168—71.
--- Daniel, J. C. The Asian Elephant Population Today. стр. 174—77.
--- Douglas-Hamilton, I. The African Elephant Population Today. стр. 178—83.
--- Tuttle, C. D. Elephants in Captivity. стр. 184—93.
--- Martin, E. B. The Rise and Fall of the Ivory Market. стр. 202—07.
--- Shoshani, J. Why Save Elephants?. стр. 226—29.
- Sukumar, R. (2003). The Living Elephants: Evolutionary Ecology, Behaviour, and Conservation. Oxford University Press, USA. ISBN 978-0-19-510778-4. OCLC 935260783.
- Kingdon, J. (1988). East African Mammals: An Atlas of Evolution in Africa, Volume 3, Part B: Large Mammals. University of Chicago Press. ISBN 978-0-226-43722-4. OCLC 468569394.
- Wylie, D. (2009). Elephant. Reaktion Books. ISBN 978-1-86189-615-5. OCLC 740873839.
- Wikisource: "The Blindmen and the Elephant" by John Godfrey Saxe
- Carrington, Richard (1958). Elephants: A Short Account of their Natural History, Evolution and Influence on Mankind. Chatto & Windus. ASIN B0007J8A7E.
- Nance, Susan (2013). .
- Williams, Heathcote (1989). Sacred Elephant. New York: Harmony Books. ISBN 978-0-517-57320-4.

## Spoljašnje veze
- — informacije o komunikaciji slonova